# Hello Master

Hello Master est le premier album du groupe canadien Priestess. Sorti initialement au Canada le 15 novembre 2005, l'album est ressorti aux États-Unis le 13 juin 2006. Le graphisme de l'album est le fruit du travail de l'artiste Arik Roper.

## Titres
1. "I Am the Night, Colour Me Black" - 3:14
2. "Lay Down" - 3:05
3. "Run Home" - 3:36
4. "Two Kids" - 2:17
5. "Talk to Her" - 3:10
6. "Time Will Cut You Down" - 5:05
7. "Everything That You Are" - 3:25
8. "The Shakes" - 3:21
9. "Performance" - 3:41
10. "Living Like a Dog" - 3:01
11. "No Real Pain" - 3:01
12. "Blood" - 3:17

## Médiatisation
"Talk to Her" fait partie de la bande son du jeu vidéo NHL 07.
"Lay Down" est un des titres jouables du jeu vidéo Guitar Hero III: Legends of Rock.
"Everything That You Are" fait partie de la bande son du jeu Project Gotham Racing 4.
"I Am the Night, Colour Me Black" est incluse dans le jeu Need For Speed: Carbon.
"Run Home" fait partie de la bande son du film d'animation Les Rois de la glisse.